# Lydia Lamaison
Lydia Lamaison est une actrice argentine de théâtre, de cinéma et à la télévision née le 5 août 1914 à Mendoza et morte le 20 février 2012.

## Biographie
Lydia Lamaison naît à Mendoza le 5 août 1914 sous le nom de Lidia Guastavino Lamaison.
Au cinéma, elle se trouve, entre autres, dans La Chute, Fin de fiesta, Le Bel homme du 900 et Mentiras piadosas.
À la télévision, elle se trouve dans la telenovela Muñeca brava.
Elle décède le 20 février 2012.